# Campionato Primavera 1974-1975
Il Campionato Primavera 1974-1975 è la 13ª edizione del Campionato Primavera. Il detentore del trofeo è la Roma.
La squadra vincitrice del torneo è stata il Brescia, che dopo la vittoria del campionato Primavera 1968-1969 (quale squadra di Serie B) si è aggiudicata il titolo di campione nazionale per la prima volta nella sua storia. 
Il Brescia ha battuto in finale il Napoli in tre partite; le prime due, disputate prima al San Paolo e poi al Rigamonti, terminarono in parità (entrambe 1-1) dando luogo ad uno spareggio terminato con la vittoria finale dei lombardi.

## Giocatori della squadra campione
De Faveri, Ruozzi, Rongaroli, Bussalino, Podavini, Nicolini, Catterina, Crotti, Cittadini, Zobbio, Gavazzoni, Biasiotti, Beccalossi, Savoldi, Comassi, Besozzi Valentini. Allenatore: Bicicli